# Vladyslav Akimenko
Vladyslav Ivanovich Akymenko (em russo:  Владислав Іванович Акименко; 5 de março de 1953) é um velejador soviético, medalhista olímpico. Ele competiu nos Jogos Olímpicos de Verão de 1976 na classe Tempest e conquistou a medalha de prata, ao lado de Valentin Mankin.
Já em 1973 sagrou-se campeão mundial com Mankin em Nápoles. Dez anos depois, ele ganhou a medalha de bronze no Campeonato Mundial Flying Dutchman em Cagliari.